# Brussieu
Brussieu (Brussio en francoprovençal du Pays lyonnais) est une commune française, située dans le département du Rhône en région Auvergne-Rhône-Alpes.

## Géographie

### Situation
Brussieu se trouve 42 km à l'ouest de Lyon, 55 km au nord-est de Saint-Étienne et 42 km au sud-ouest de Villefranche-sur-Saône.

### Communes limitrophes
La commune de Brussieu a pour voisines les communes de Brullioles au nord, de Saint-Laurent-de-Chamousset à l'ouest, de Saint-Genis-l'Argentière au sud-ouest, de Courzieu au sud et de Bessenay à l'est.

### Climat
Pour des articles plus généraux, voir Climat d'Auvergne-Rhône-Alpes et Climat du Rhône.
En 2010, le climat de la commune est de type climat océanique dégradé des plaines du Centre et du Nord, selon une étude du Centre national de la recherche scientifique s'appuyant sur une série de données couvrant la période 1971-2000. En 2020, Météo-France publie une typologie des climats de la France métropolitaine dans laquelle la commune est exposée à un climat de montagne ou de marges de montagne et est dans la région climatique  Nord-est du Massif Central, caractérisée par une pluviométrie annuelle de 800 à 1 200 mm, bien répartie dans l’année. 
Pour la période 1971-2000, la température annuelle moyenne est de 10,3 °C, avec une amplitude thermique annuelle de 16,7 °C. Le cumul annuel moyen de précipitations est de 833 mm, avec 9,2 jours de précipitations en janvier et 6,7 jours en juillet. Pour la période 1991-2020, la température moyenne annuelle observée sur la station météorologique de Météo-France la plus proche, « Brindas », sur la commune de Brindas à 13 km à vol d'oiseau, est de 12,2 °C et le cumul annuel moyen de précipitations est de 717,6 mm,. Pour l'avenir, les paramètres climatiques de la commune estimés pour 2050 selon différents scénarios d'émission de gaz à effet de serre sont consultables sur un site dédié publié par Météo-France en novembre 2022.

### Voies de communication et transports

#### Transports en commun routiers
La commune est desservie par la ligne 142 (ancienne T66) du réseau des cars du Rhône qui relie Aveize Centre médical à Sain-Bel et L'Arbresle ou Marcy-l'Étoile, ainsi que par des lignes « fréquence », principalement destinées aux scolaires.

## Urbanisme

### Typologie
Au 1er janvier 2024, Brussieu est catégorisée bourg rural, selon la nouvelle grille communale de densité à sept niveaux définie par l'Insee en 2022.
Elle est située hors unité urbaine. Par ailleurs la commune fait partie de l'aire d'attraction de Lyon, dont elle est une commune de la couronne,. Cette aire, qui regroupe 397 communes, est catégorisée dans les aires de 700 000 habitants ou plus (hors Paris),.

### Occupation des sols
L'occupation des sols de la commune, telle qu'elle ressort de la base de données européenne d’occupation biophysique des sols Corine Land Cover (CLC), est marquée par l'importance des territoires agricoles (66,4 % en 2018), en diminution par rapport à 1990 (74,1 %). La répartition détaillée en 2018 est la suivante : 
prairies (61,5 %), forêts (19,7 %), zones urbanisées (10,1 %), zones agricoles hétérogènes (5 %), mines, décharges et chantiers (3,7 %). L'évolution de l’occupation des sols de la commune et de ses infrastructures peut être observée sur les différentes représentations cartographiques du territoire : la carte de Cassini (XVIIIe siècle), la carte d'état-major (1820-1866) et les cartes ou photos aériennes de l'IGN pour la période actuelle (1950 à aujourd'hui).

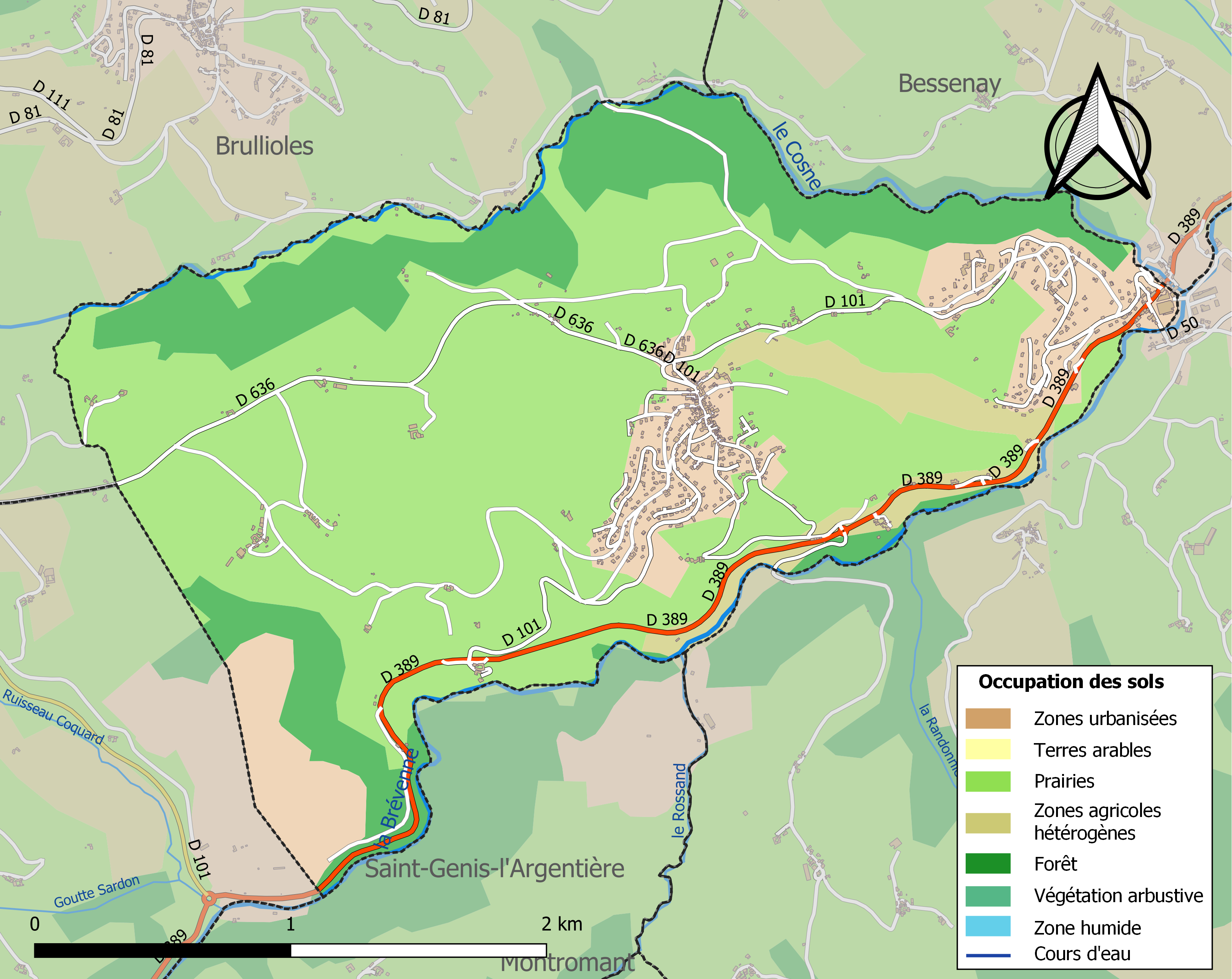
Carte des infrastructures et de l'occupation des sols de la commune en 2018 (CLC).

## Histoire
Au XVe siècle; Jacques Cœur rachète les mines de plomb argentifère de la montagne de Pampailly, sur la commune de Brussieu, puis les développe, en faisant la mine d'argent la plus productive du royaume de France.

### Les Hospitaliers
Le lieu-dit La Roche était le chef-lieu d'une seigneurie de l'ordre de Saint-Jean de Jérusalem avec rentes, cens, directe et toute justice s'étendant sur les villages de La Giraudière, Cruzille, Lardellier et Chyrofore et sur plusieurs villages de la paroisse de Courzieu à La Moronnière, Sottizon, La Bernardière, Jaquemetières, Lautrière et Pasqualières. L'existence de la « domus Hospitalis de Rup(p)e » est attestée dès 1263. La Roche était un membre de la commanderie de Chazelles-sur-Lyon au sein du grand prieuré d'Auvergne. Son château et les bâtiments attenants étaient déjà ruinés en 1615.

## Politique et administration

### Administration municipale
| Période                                  | Période   | Identité                  | Étiquette | Qualité                                                              |
| ---------------------------------------- | --------- | ------------------------- | --------- | -------------------------------------------------------------------- |
| 1945                                     | 1953      | Claude Nicolas            |           |                                                                      |
| 1953                                     | 1977      | Jean-François Déclerieux  |           |                                                                      |
| 1977                                     | mars 2001 | Raymond Lotte             |           |                                                                      |
| mars 2001                                | mars 2014 | Bruno Chazallet           |           |                                                                      |
| mars 2014                                | en cours  | Catherine Lotte-Petitjean | DVC       | Cheffe d'entreprise, conseillère au département du Rhône depuis 2021 |
| Les données manquantes sont à compléter. |           |                           |           |                                                                      |

### Intercommunalité
Brussieu fait partie de la communauté de communes des Monts du Lyonnais. La commune a souhaité adhérer à la communauté de communes du Pays de L'Arbresle en vain.

## Population et société

### Démographie
L'évolution du nombre d'habitants est connue à travers les recensements de la population effectués dans la commune depuis 1793. Pour les communes de moins de 10 000 habitants, une enquête de recensement portant sur toute la population est réalisée tous les cinq ans, les populations de référence des années intermédiaires étant quant à elles estimées par interpolation ou extrapolation. Pour la commune, le premier recensement exhaustif entrant dans le cadre du nouveau dispositif a été réalisé en 2004.

En 2022, la commune comptait 1 378 habitants, en évolution de +0,36 % par rapport à 2016 (Rhône : +3,93 %, France hors Mayotte : +2,11 %).
| 1793 | 1800 | 1806 | 1821 | 1831 | 1836 | 1841 | 1846 | 1851 |
| ---- | ---- | ---- | ---- | ---- | ---- | ---- | ---- | ---- |
| 540  | 239  | 556  | 607  | 671  | 682  | 652  | 674  | 722  |

| 1856 | 1861 | 1866 | 1872 | 1876 | 1881 | 1886 | 1891 | 1896 |
| ---- | ---- | ---- | ---- | ---- | ---- | ---- | ---- | ---- |
| 647  | 640  | 673  | 888  | 695  | 723  | 728  | 684  | 737  |

| 1901 | 1906 | 1911 | 1921 | 1926 | 1931 | 1936 | 1946 | 1954 |
| ---- | ---- | ---- | ---- | ---- | ---- | ---- | ---- | ---- |
| 752  | 695  | 638  | 559  | 688  | 803  | 780  | 571  | 601  |

| 1962 | 1968 | 1975 | 1982 | 1990 | 1999 | 2004 | 2006 | 2009  |
| ---- | ---- | ---- | ---- | ---- | ---- | ---- | ---- | ----- |
| 537  | 506  | 445  | 612  | 641  | 752  | 929  | 966  | 1 145 |

| 2014  | 2019  | 2022  | - | - | - | - | - | - |
| ----- | ----- | ----- | - | - | - | - | - | - |
| 1 289 | 1 379 | 1 378 | - | - | - | - | - | - |

### Associations
Le village de Brussieu possède un tissu associatif fort. Il possède des associations pour toutes et tous pour tous les âges. Les associations sont les suivantes : Associations des jeunes (Yoga, Club photo, Chorale, Cours d'informatique, Gym senior, Taï Chi Chuan, Danse moderne, Méditation, Pêche à la mouche), Tous en Famille "Brussieu-La Gie", Club des 4 saisons (Activités pour seniors), Sou des écoles de la Giraudière, Sou des écoles de Brussieu, Boule de la Basane, Boule de la Giraudière, Football Club de la Giraudière, Société de Chasse, Pancu Rossand Environnement ou encore So Mode.

### Manifestations culturelles et festivités
La commune accueille plusieurs animations, fêtes ou évènements à l'échelle locale ou d'origine régionale. On peut ainsi citer les vide greniers en avril, plusieurs évènements en mai comme le chant de mai dans la nuit du 30 avril au 1er mai, la marche découverte du patrimoine du val du Rossand au Mont Pancu et la fête des classes. Au début de l'été les feux de la Saint Jean ainsi que le gala de danse sont organisés par l'association des jeunes. Puis en fin d'année, la vogue lors du quatrième week-end de septembre, la fête de l'artisanat le premier dimanche d'octobre et enfin la retraite aux flambeaux et la fête des lumières le 8 décembre.
Chaque vendredi soir le "Ciné des monts" est à Brussieu. Ce cinéma itinérant vous propose une sélection des meilleurs films nationaux et internationaux à l'affiche.

## Culture locale et patrimoine

### Patrimoine architectural
- L'église Saint-Denis (saint patron de Brussieu) : inversée depuis sa restauration, elle ne fait plus face à Jérusalem. On peut voir les insignes et le blason de Jacques Cœur sur la porte d'entrée. Une inscription sur le mur d'une chapelle latérale indique l'année 1557. La dernière rénovation date de 1995. Elle abrite un confessionnal datant de 1751 classé monument historique[19]
- La chapelle Notre-Dame-de-l'Assomption, à La Giraudière, construite en 1952, est de style moderne.
- Les mines de plomb argentifère de Pampailly : exploitées par Jacques Cœur, argentier du roi Charles VII, elles font l'objet de fouilles archéologiques depuis 1980.
- La Maison de la mine d'argent Jacques Cœur, musée de présentation de l'exploitation de la mine d'argent.

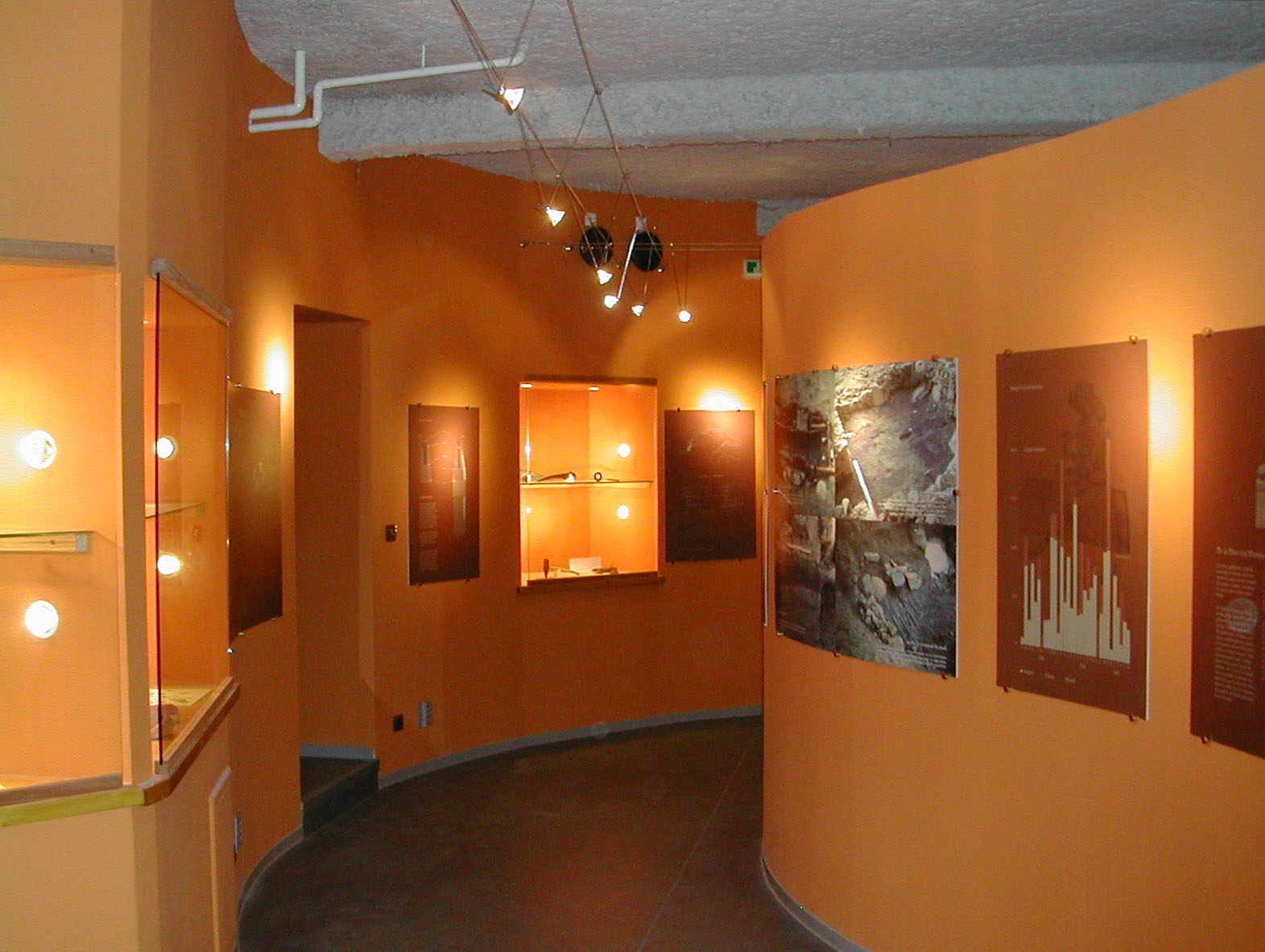
Maison de la mine.
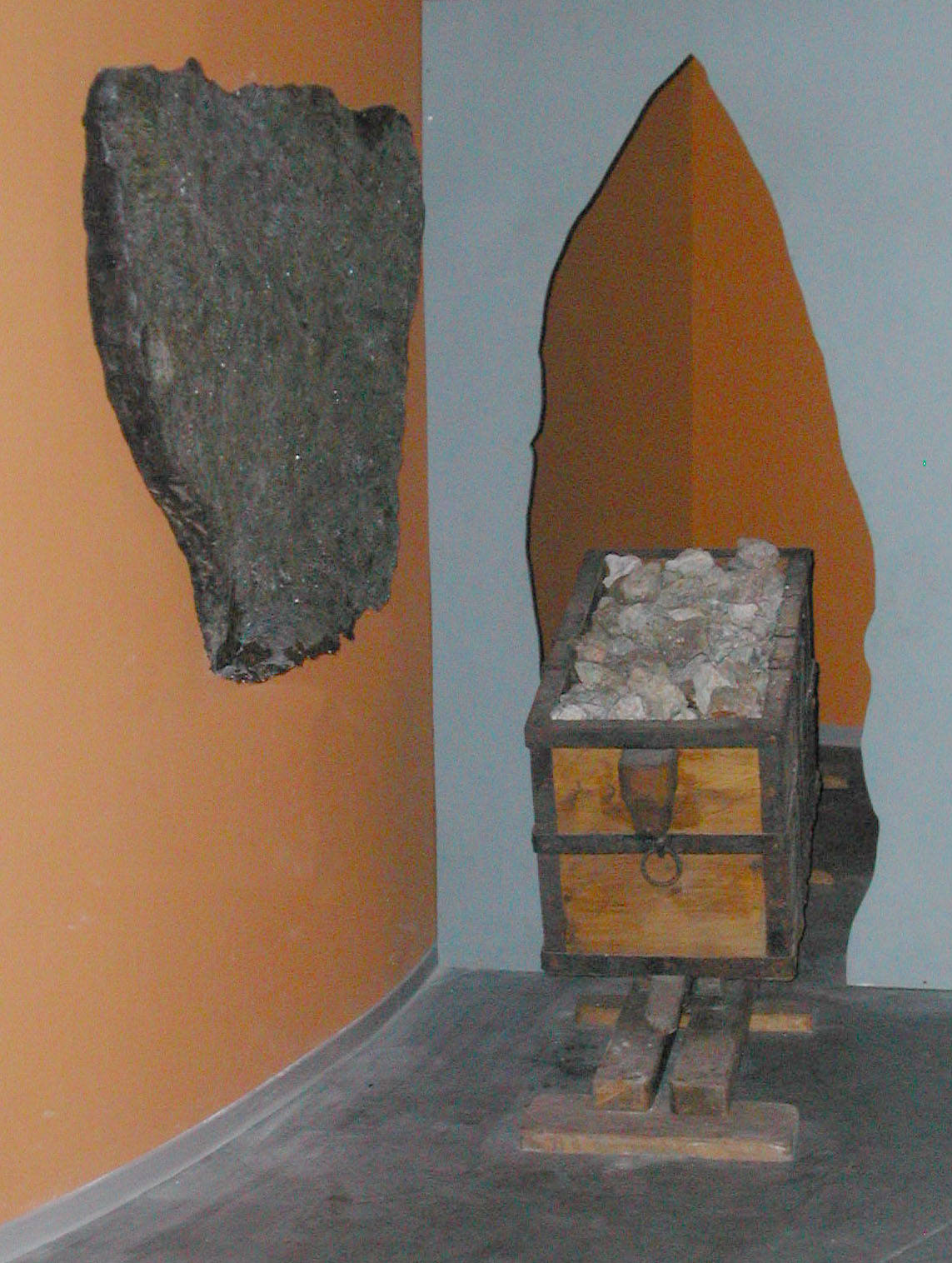
Maison de la Mine. Wagonnet de charriage, boyau de mine
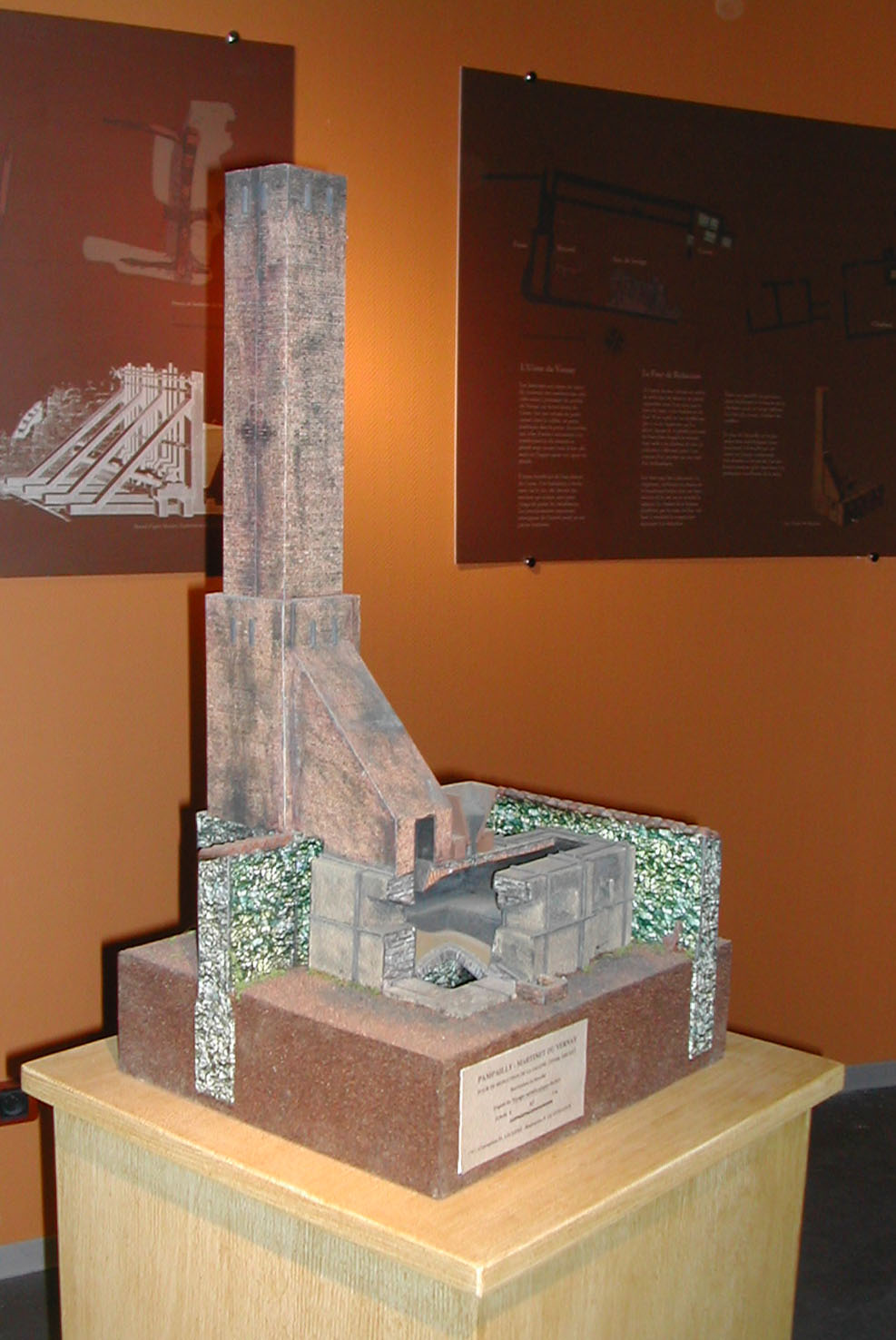
Maison de la Mine. Maquette du four de fonte du minerai du XVIIIe siècle
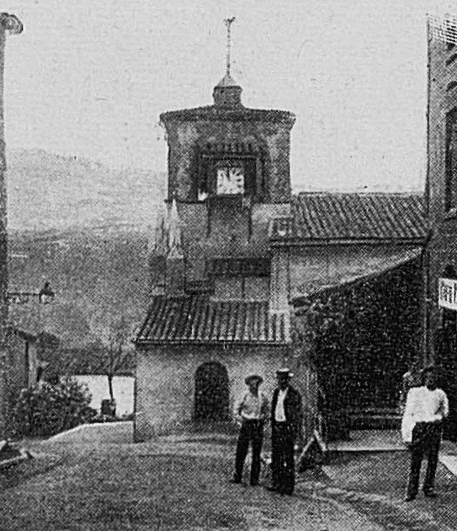
Le vieux clocher au début du XXe siècle.
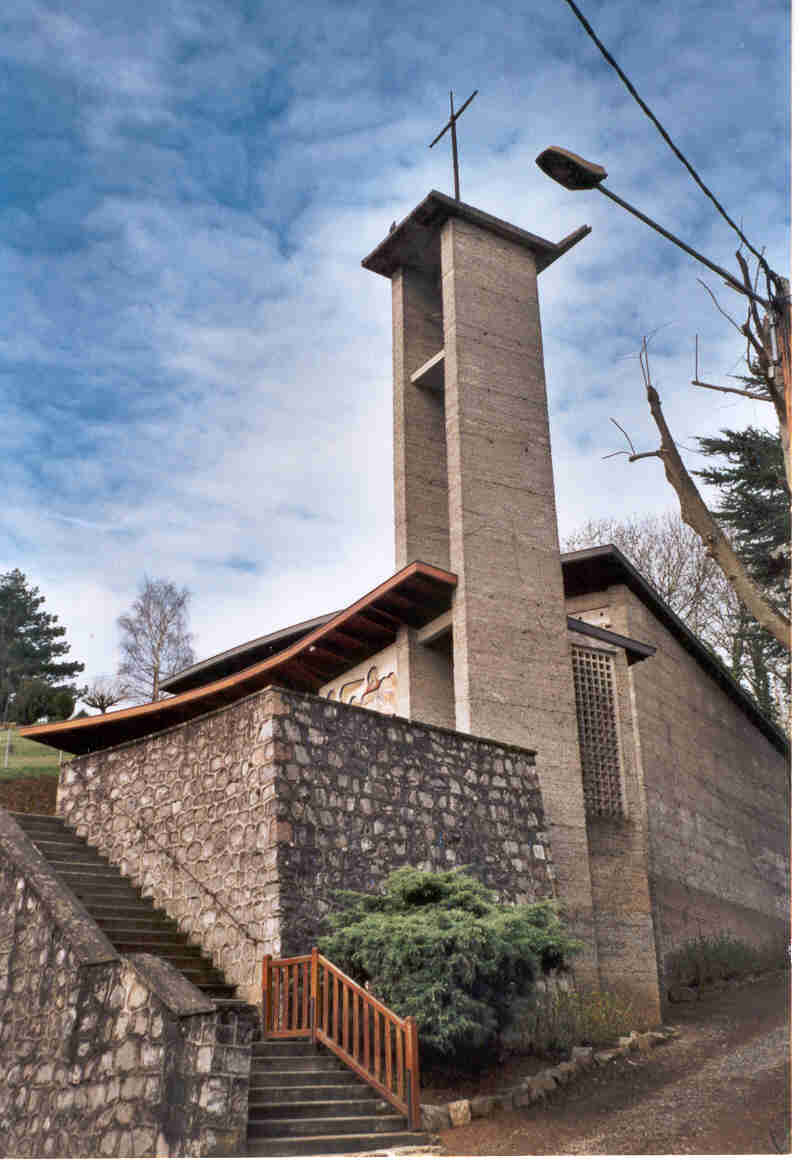
La chapelle Notre-Dame-de-l'Assomption à La Giraudière.

### Personnalités liées à la commune
- Jacques Cœur, argentier du roi a exploité pendant plusieurs années les mines d'argent de Pampailly[20].

### Généalogie
- L'association Les Généalogistes de la Vallée du Gier ou Geneagier a numérisé les registres et les publie (1609-1896) sur son site Internet.

### Héraldique
D'argent à la fasce d'azur chargée de trois crocs d'or, accompagnée en chef de deux cœurs de gueules et en pointe d'une coquille de sable.